# Лот (прилад)
Лот (через рос. лот від нід. lood) — прилад для вимірювання глибини моря, річки тощо.

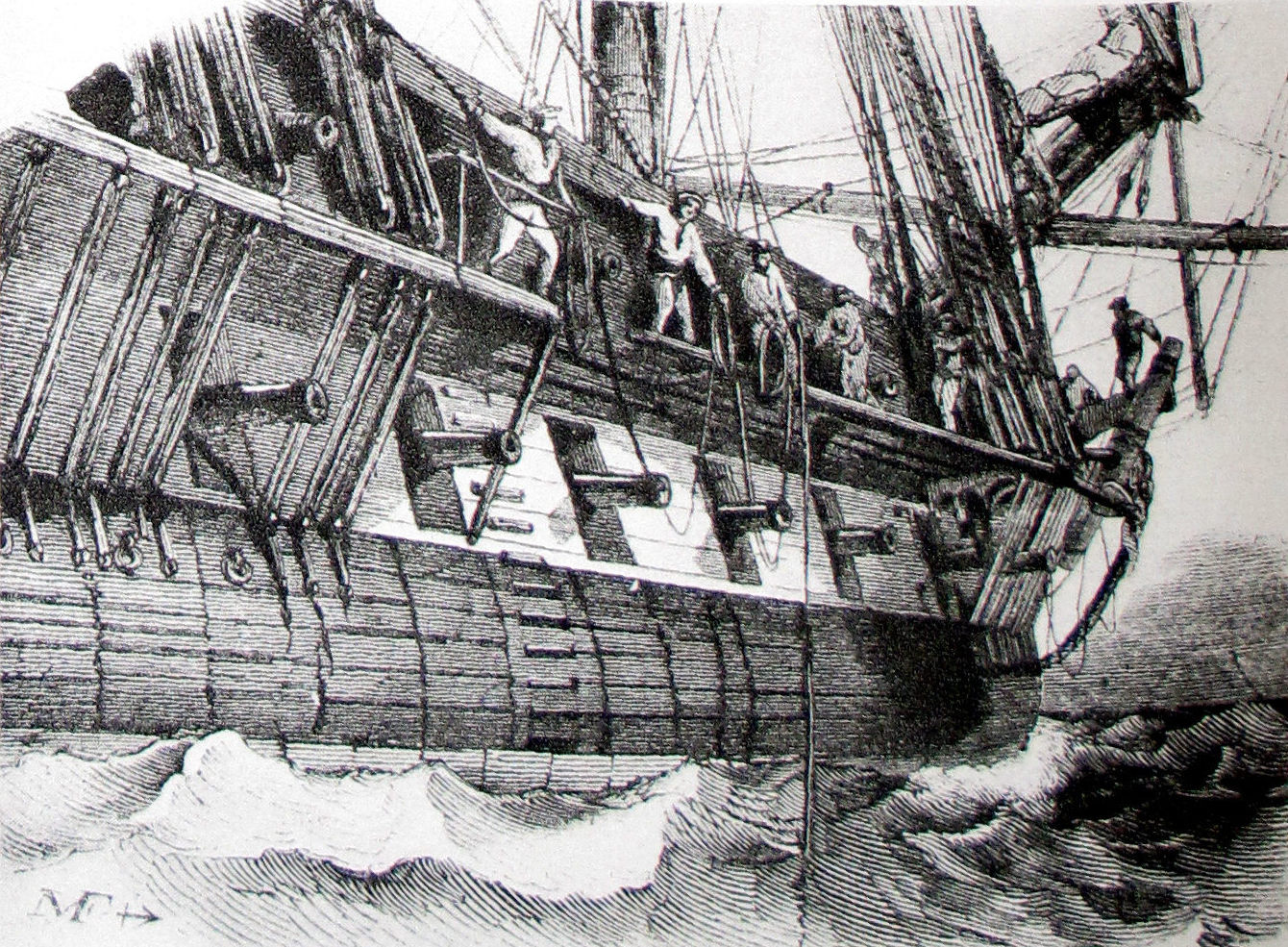
Моряки вимірюють глибину моря за допомогою лота

Лоти за принципом вимірювання глибини діляться на ручні, механічні й гідроакустичні (ехолоти).

## Історія

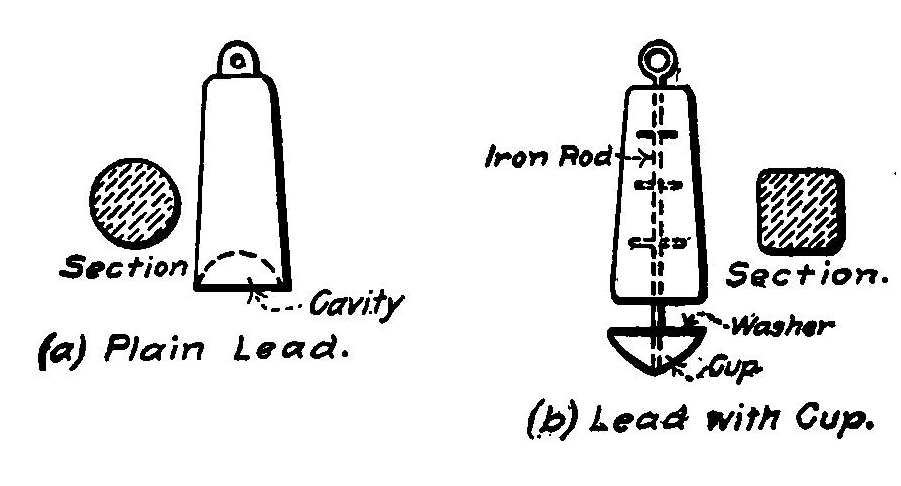
Лоти для взяття проб ґрунту: з виїмкою і з чашкою.

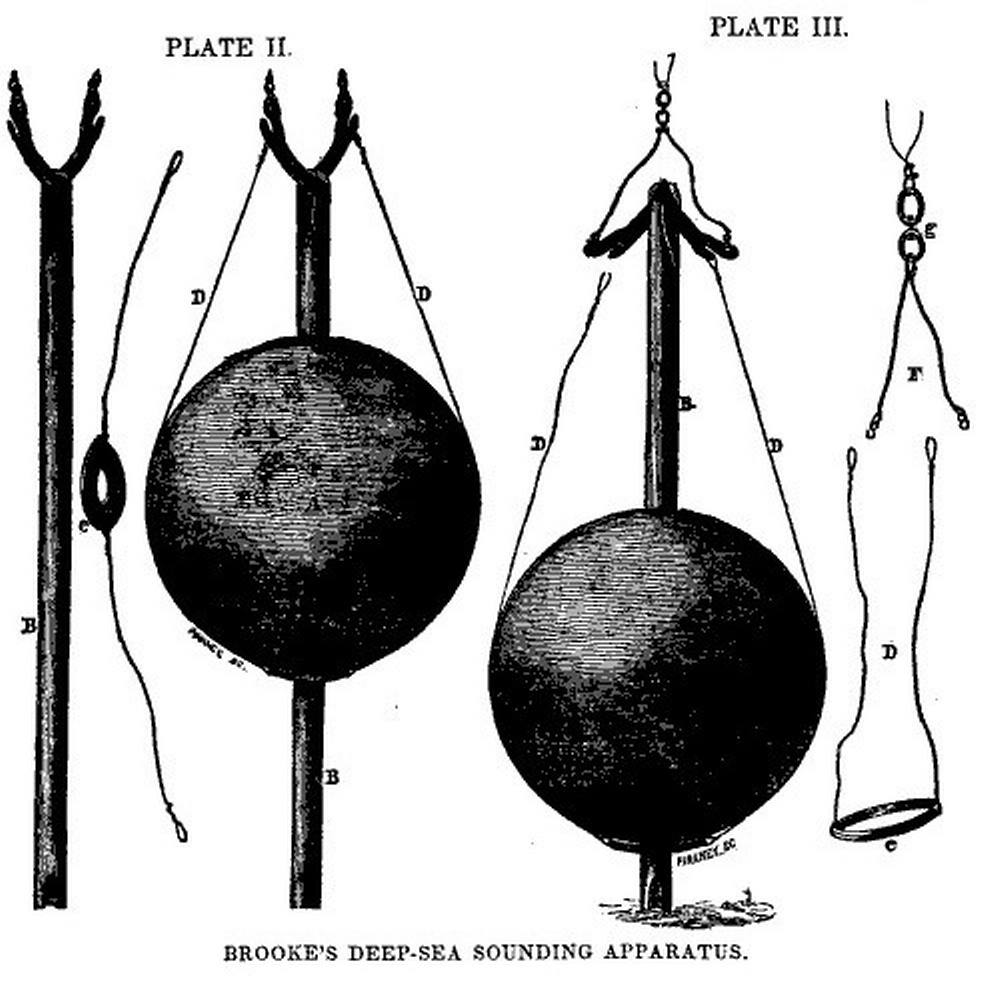
Снаряд Брука.

Стародавні моряки і рибалки визначали глибину моря і характер дна за допомогою прив'язаної до розміченої мотузки гирі з виїмкою в нижній частині, змащеною лоєм. Позначки на мотузці уможливлювали вимірити глибину, а виїмка на гирі підіймала зразки ґрунту: все це було важливе для вибору місця кидання якоря.
Закид лота проводив спеціально призначений матрос-лотовий, що зазвичай стояв на руслені біля вант. Для безпечного перебування зовні борту лотовий обв'язувався страховкою з плетеного сезня — брест-стропом (лот-стропом). Згорнутий у бухту лотлінь витравлювався зі спеціальної діжки — лотбака.
Вимірювання глибини було важливе і для морської картографії: у 1521 році Фернан Магеллан безуспішно пробував виміряти глибину Тихого океану лотами, які не перевищили позначки близько 800 м. Під час експедиції Ж.-Ф. Лаперуза (1785—1788) обов'язок проводити проміри глибин біля берегів отримали офіцер інженерної служби Поль Меро Моннерон з помічником інженером-географом Бернізе. У 1840 р. проміри експедиції Джеймса Росса на широті миса Доброї Надії зафіксували глибину 4 000 м, а одного разу навіть 7 300 м, але вимірювання таких глибин традиційними лотами супроводжувалося значними похибками і викривленнями. У 1852 р. офіцер Королівського Флоту Генрі Манглс Денгем вважав, що досяг при вимірюванні глибин у Південній Атлантиці позначки 14 000 м (згідно із сучасними даними, глибина Світового океану не перевищує 11 000 м).
Зростання вимог до точності вимірювання глибин призвело до появи ряду механічних пристосувань, що вдосконалили ручний лот. Одне з найбільш поширених розроблене годинникарем зі Стаффордширу Едвардом Массі. Воно мало ротор, який обертав вказівник кругової шкали, а по досягненні тягарем дна автоматично зупинявся; після тягар вибирався назад, а глибину у фатомах зчитували зі шкали. Станом на 1811 рік Королівський флот придбав 1 750 таких пристроїв: для кожного корабля, що перебував у ладу під час наполеонівських воєн. Вирішальну роль у впровадженні машини Массі на Королівському флоті відіграла Комісія довгот.

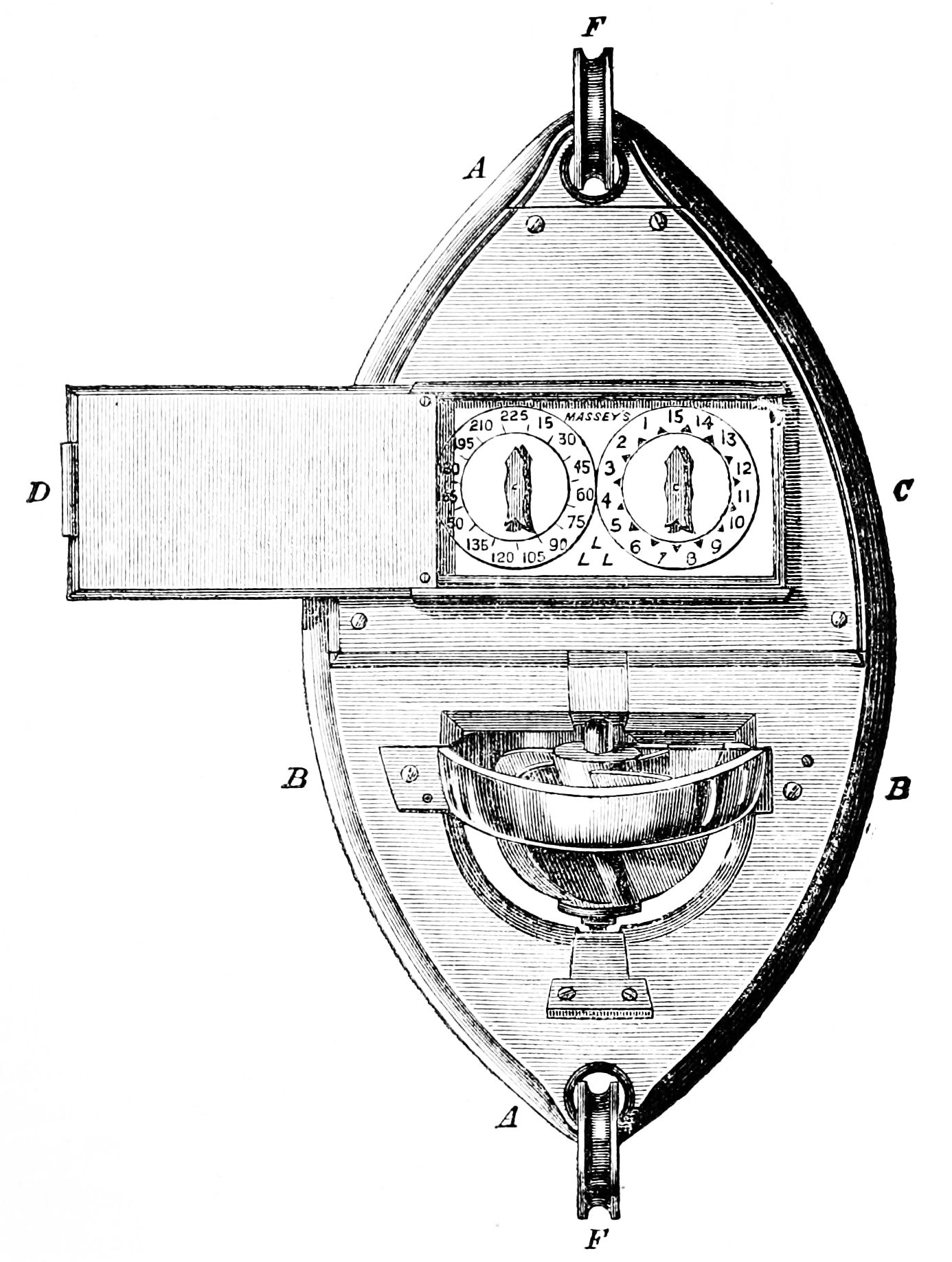
Машина Массі

Машина Массі була не єдиною, прийнятою на флоті в XIX столітті. Королівський флот також закупив значну кількість пристроїв Пітера Бертса. Конструкція цієї машини докорінно відрізнялася від будови машини Массі. Вона складалася з надувного полотняного мішка (буя) і підпружиненого дерев'яного блока зі шківом (він називався nipper). Буй буксирувався за кораблем і лотлінь витравлювався через закріплений на ньому блок, що забезпечивало вертикальне положення лотліня під водою, а отже, і точність вимірювань. Коли тягар лота торкався дна, підпружинений блок зупиняв витравлювання лотліня.
Методологічні похибки (вплив тертя води на натяг лотліня, відхилення останнього від вертикалі, складність визначити момент торкання лотом ґрунту) вдалося усунути після вдосконалень технології в другій половині XIX століття: Джон Брук у 1854 р. винайшов лот з віддільним тягарем (гарматне ядро відділялося при торканні штиря лота об дно і він підіймався на поверхню). Натураліст Чарльз Томсон замінив трос сталевим дротом (що зменшило тертя об воду і пришвидшило роботу лебідки), що уможливило в 1868 р. кораблю Porcupine взяти зразки на глибині 3500 м.
До середини XX ст. ручні лоти були поступово витіснені електро-акустичними лотами, які уможливлюють проводити вимірювання на ходу судна. Ручні лоти продовжують використовуватися в морських неглибоких водах і на річках.

## Ручний лот

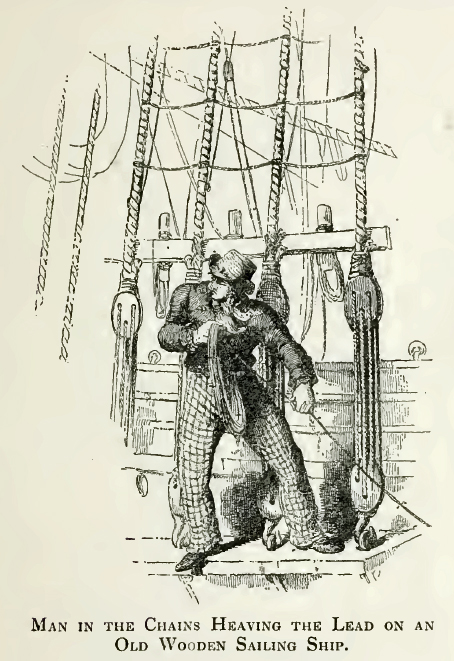
Лотовий на руслені

Ручний лот являє собою конічний або пірамідальний тягар масою 3,5-5 кг, із закріпленим тросом-лотлінем, на який нанесені метрові або футові мітки (марки). Лотлінь попередньо витягають: вимочують у воді і висушують у натягнутій бухті; це робиться для запобігання його витяганню після розмічення. У нижній широкій основі лота зроблена сферична виїмка, в яку перед киданням лота вмазують сало, змішане з товченою крейдою, для діставання зразків ґрунту. Розмічення лотліня може бути виконане як у морських сажнях (а також футах), так і в метрах. Кріплення позначок проводять, починаючи з вушка гирі. У традиційній сажневій (фатомній) розмітці позначки виглядають наступним чином: 2 сажні — шкіряна марка з 2 зубцями, 3 сажні — шкіряна марка з 3 зубцями, 5 сажнів — біла бавовняна тканина, 7 сажнів — червона марля, 10 сажнів — шкіряна марка з круглим отвором, 13 сажнів — синя саржа, 15 сажнів — біла бавовняна тканина, 17 сажнів — червона марля, 20 сажнів — лінь з двома вузлами або шкіряна марка з двома круглими отворами. Розмічення лота в метрах проводиться за десятково-п'ятірковим принципом: позначки 1, 2, 3 і 4 метрів мають вигляд шкіряних марок із зубчиками, позначки для 5 м (15, 25 тощо) — вигляд шкіряних марок з прямокутними виступами (так звані «сокирки»), десятки метрів — різнокольоровими флагдухами (смужками прапорової матерії); марка для 1, 6, 11, 16, 21, 26, 31, 36, 41, 46 м має один зубець, для 2, 7, 12, 17, 22, 27, 32, 37, 42, 47 — два зубці, для 3, 8, 13, 18, 23, 28, 33, 38, 43, 48 — три зубці, для 4, 9, 14, 19, 24, 29, 34, 39, 44, 49 — чотири зубці; марка для 5 м має 1 виступ, для 15 м — 2 виступи, для 25 м — 3 виступи, для 35 м — 4 виступи, для 45 м — 5 виступів; 10 м позначаються червоним флагдухом, 20 м — синім флагдухом, 30 м — білим флагдухом, 40 м — жовтим флагдухом, 50 м — біло-червоним флагдухом; для дециметрових позначок на відстані 0-15 м від гирі кожні 20 см вплітається невеликий вузький ремінець, а на відстані 15-25 м він вплітається кожні 50 см.
Для зручності кидання лота на відстані 1,5-2 м від гирі (залежно від висоти надводного борту) до лотліня прив'язується клевант довжиною близько 5 см.
Існує різновид лота — диплот (нід. dieplood), який використовується для вимірювання великих глибин і відрізняється особливо важким тягарем в 20-30 кг, і лотлінем (диплотлінем) довжиною до 150 м. Розмічується диплотлінь на проміжку від 10 до 150 м. Для полегшення роботи з важким тягарем застосовується рухомий лотлінь-блок.
Вимірювання здійснюється за відліком довжини лотліня за ослаблення натягу в момент торкання дна. Недоліком лотів цього типу є необхідність проведення вимірювань на малій швидкості (до 3-5 вузлів, тобто 5-9 км/год на глибинах до 50 м) або за зупинки судна й труднощі визначення моменту торкання дна на більших глибинах.

## Механічний лот
Механічний лот являє собою прилад для вимірювання гідростатичного тиску води біля дна. Найпростіший варіант механічного лота — вертикальна заповнена повітрям трубка, запаяна з верхньої сторони й занурена нижнім відкритим кінцем у воду. Глибина визначається за висотою підйому води (наприклад, за змивом або зміною кольору фарби, нанесеної на внутрішні стінки трубки). Так як вертикальність лотліня у випадку вимірювань механічним лотом значення не має, механічний лот може використовуватися для вимірювання глибин до 200 м на ходу (до 16 вузлів, тобто 28 км/год). Механічні лоти для вимірювання більших глибин називають глибиномірними машинами.

## Ехолот
Ехолот вимірює глибини за часом проходження акустичного імпульсу, відбитого від дна.
Сьогодні лоти як навігаційні прилади практично повсюдно витиснуті ехолотами, однак для океанографічних досліджень використовуються лоти-батометри з обладнаннями для вимірювання температури, відбору проб води на глибині й ґрунтозахватами для відбору проб ґрунту з дна.